# 李晓
李晓（1967年7月17日—），中国大陆足球教练。

## 球员生涯
李晓出生于上海，是上海青少年训练系统中培养出的球员，1987年1月被徐根宝首批选入了国家二队，次年即被提升到了上海一队。李晓在球场上主要司职前锋，以速度快而著称，22岁时便入选了中国国家足球队。1994年广岛亚运会时，李晓攻入5球，成为最佳射手，并帮助球队夺得亚军，名声大噪。同年在第一届职业化甲A联赛中，他与俄罗斯球员瓦洛嘉组成的锋线搭档也帮助上海申花夺得联赛季军。
但是李晓在职业生涯的最顶峰却染上了肝炎，1995年在病中度过，次年转投同城浦东队，之后很长时间都没有再获得顶级联赛出赛位置。
职业生涯后期，李晓回到浦东队，虽然体力、速度都已大打折扣，位置逐渐拖后，仍然以比较出色的意识与传球成为中场组织者之一。

## 执教生涯
退役后的李晓从2004年4月起担任南昌八一队（前身上海衡源）主教练，并成功带领球队冲上了甲级联赛。冲甲后，身为球队主教练的李晓在接替魏荣斌担任俱乐部副董事长兼总经理一职后，主教练位置也一直空缺。最终宣布由周穗安担任主教练。2006年，李晓重新担任南昌八一队主教练。经过几年的努力，李晓将南昌八一打造成了中甲联赛的一支强队。2008赛季，南昌八一定下了冲超的目标。可是，南昌八一最终只取得第三名，与中超擦肩而过。赛季结束后，李晓向俱乐部提出辞呈。11月27日，南昌八一俱乐部发表官方声明，宣布李晓下课。
2011年1月，武汉中博召开新闻发布会正式宣布，前南昌八一主帅李晓成为武汉中博主教练。但在同年5月，李晓辞去主教练一职。
2013年，李晓执教乙级联赛球队江西联盛。
2016年，李晓执教乙级联赛球队海南博盈海汉。
2017年，李晓执教乙级联赛球队镇江文旅。